# Abdullah Wagishauser

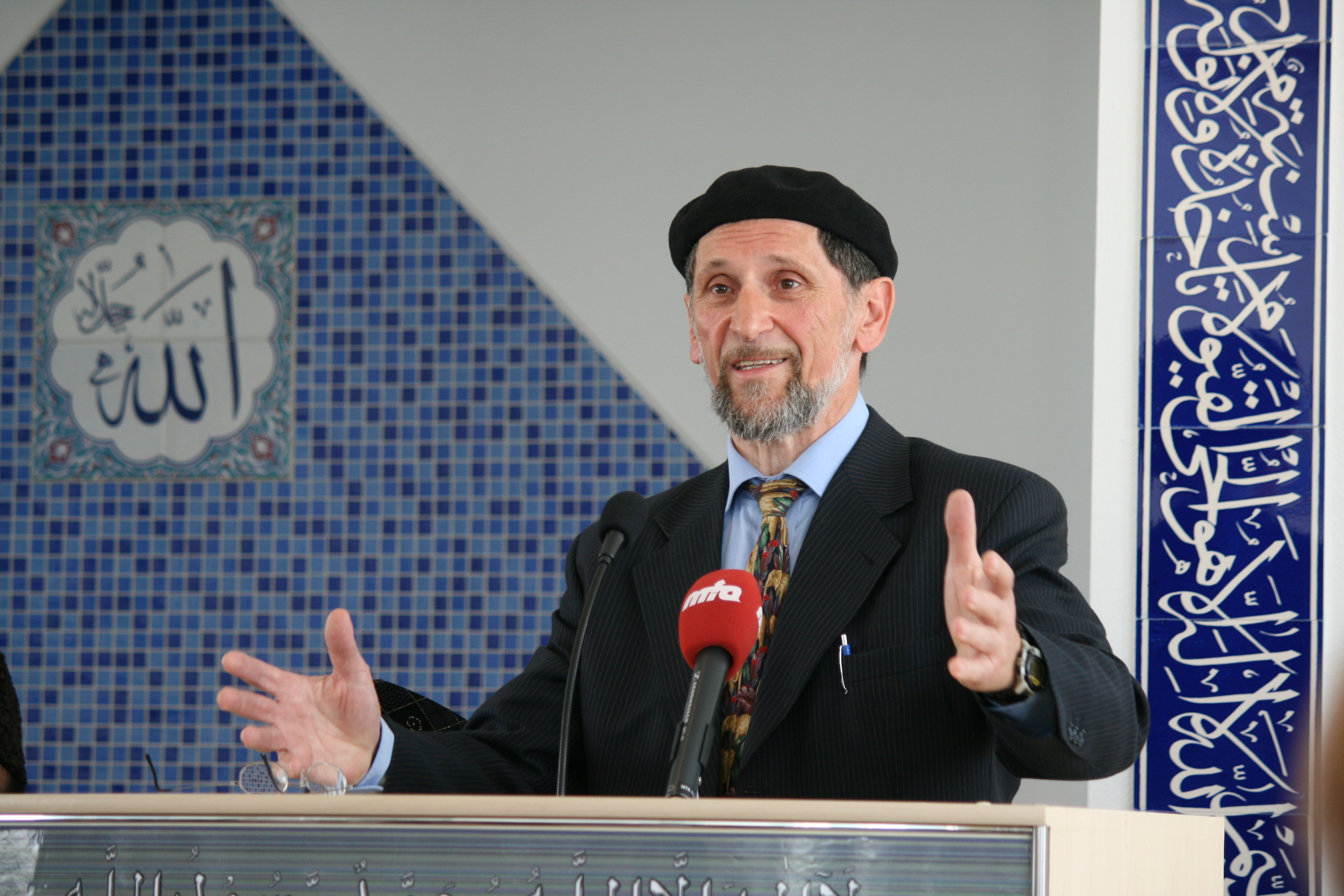
Abdullah Uwe Wagishauser im Mai 2009

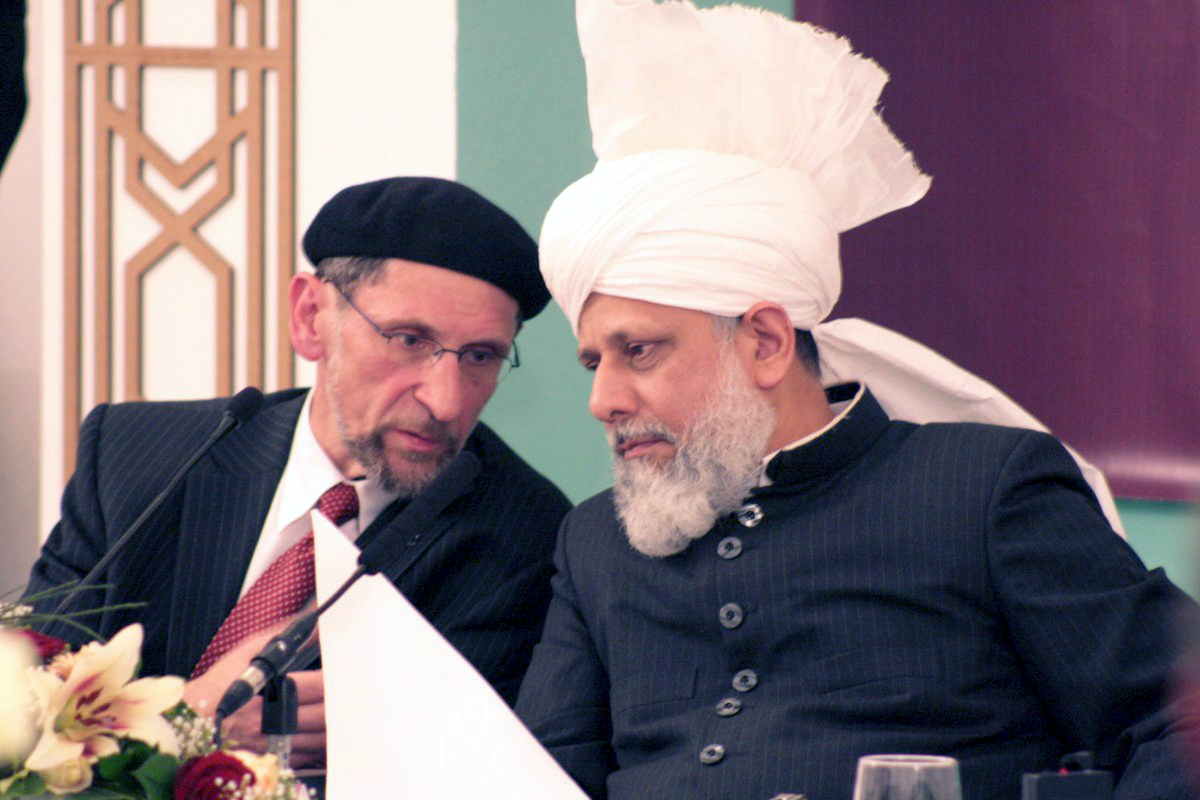
Abdullah Wagishauser mit Mirza Masroor Ahmad in der Khadija-Moschee in Berlin-Heinersdorf

Abdullah Uwe Wagishauser (bürgerlich Abdullah Uwe Hans Peter Wagishauser; * 14. Januar 1950 in Neufrach) ist seit 1984 amtierender Bundesvorsitzender (Emir) der Ahmadiyya Muslim Jamaat Deutschland KdöR.

## Leben
Wagishauser wurde in eine christliche Beamtenfamilie geboren, die 1952 nach Bonn umzog. Nach dem Abschluss der Realschule durchlief er eine Fachschulausbildung bis zur Akademiereife und besuchte später die Höhere Handelsschule. Im Jahr 1970 trat er aus der Kirche aus. Er war Herausgeber einer Szenezeitschrift mit dem Titel „Vollmond“ und in den 68ern aktiv bei der APO (Außerparlamentarischen Opposition) tätig und arbeitete mit dem Liberalen Studentenbund Deutschlands zusammen. Im Jahre 1972 wurde er Gründungsmitglied eines Anti-Drogenverbandes in Bonn und gehörte dort auch zu den Mitbegründern der Kommune I und II.
Wagishauser beschäftigte sich intensiv mit politischen und religiösen Themen. Dies führte 1976 zu einer Reise nach Indien, bei der er das Grab des nach Auffassung der Ahmadiyya in Srinagar gestorbenen Jesus Christus besuchen wollte. Dort angekommen wurde er auf Qadian, das spirituelle Zentrum der Ahmadiyya-Bewegung verwiesen, wo zufällig die Jahresversammlung der Ahmadiyya, die Jalsa Salana, abgehalten wurde. Das Verhalten der Ahmadi-Muslime auf der Jalsa habe ihn derart beeindruckt, dass er kurz darauf der Ahmadiyya Muslim Jamaat beitrat.
1979 wurde er zum Vorsitzenden der Jugendorganisation Khuddam ul-Ahmadiyya für Frankfurt gewählt. 1982 ernannte ihn der Khalifat ul-Massih IV., Mirza Tahir Ahmad, zum Vorsitzenden der Jugendorganisation für die gesamte Bundesrepublik Deutschland.
Im Jahre 1984 wurde er schließlich von Mirza Tahir Ahmad als Emir (Vorsitzender) der Glaubensgemeinschaft in Deutschland eingesetzt und wurde seither alle drei Jahre wieder gewählt. Seit 1978 ist Wagishauser mit einer Frau aus Chenab Nagar (Pakistan) verheiratet. Gemeinsam haben sie drei Söhne.

## Werke
- Hrsg.: Rushdies Satanische Verse. Islamische Stellungnahmen zu den Provokationen Salman Rushdies sowie zum Mordaufruf radikaler iranischer Schiiten., Verlag der Islam 1992, ISBN 978-3-921458-80-8 (PDF)